# 김창준 (1890년)
김창준(金昌俊, 1890년 5월 23일 ~ 1959년 9월 29일)은 한국의 감리교 목사이며 독립 운동가이다.

## 생애
1889년 생이라는 설도 있다. 평안남도 강서군 출생으로, 1907년 세례를 받고 개신교에 입교했다.
평양의 기독계 계열 학교인 숭실중학교, 도쿄의 아오야마학원에서 수학하고, 감리교의 협성신학교를 졸업했다. 1919년 3·1 운동이 일어날 때 박희도의 권유에 따라 민족대표 33인중 기독교계 대표로 참가하였고, 징역형을 선고 받아 복역했다. 당시 김창준의 나이는 30세였다.
1925년 그가 함경북도에서 경찰 주재소를 습격하는 무장 독립 운동을 벌여 무기 징역형을 선고 받았다는 대다수의 기록은 사실과 다르다. 김창준은 이 시기에 미국의 시카고의 개렛 신학교로 유학을 떠나 신학을 공부하고 돌아왔다. 귀국 후에는 협성신학교 강사로 일하다가 잠시 물러나 있던 중 광복을 맞았다.
광복 후 대다수의 기독교인들이 우익 세력으로 편입되는 데 반하여, 그는 1947년 민주주의민족전선에 가담하여 찬탁 운동을 벌이고 서울에서 좌파 기독교인들을 결집하여 기독교민주동맹을 결성하는 등 해방 공간에서 그의 행적은 기독교 사회주의자로서의 면모가 뚜렷하다.
1948년 남북 제정당사회단체 대표자연석회의 때 38선 이북을 방문했다가 허헌, 홍명희와 함께 그대로 머물렀다. 그해 최고인민회의 상임위원에 임명되면서, 강양욱과 함께 조선민주주의인민공화국 정권을 적극 지지하는 대표적인 기독교계 인사가 되었다.
한국 전쟁 때 미군과 유엔군의 전쟁 범죄를 해외에서 폭로했고, 최고인민회의 부의장까지 지낸 뒤 애국열사릉에 묻힌 월북 목사였기에 대한민국에서는 독립유공자로 인정받지 못했다.

## 참고자료
- 기독교대한감리회, 한국감리교인물사전 김창준 편[깨진 링크(과거 내용 찾기)]
- 김흥수, 조선기독교도연맹과 국가 : 북한에서의 정교관계 연구, 《한국기독교와 역사》제7호 (1997년 8월)